# Carex aboriginum
Carex aboriginum là một loài thực vật có hoa trong họ Cói. Loài này được M.E.Jones mô tả khoa học đầu tiên năm 1910.